# بخش فیرفیلد (شهرستان مدیسون، اوهایو)
بخش فیرفیلد (به انگلیسی: Fairfield Township) یک منطقهٔ مسکونی در ایالات متحده آمریکا است که در شهرستان مدیسون، اوهایو واقع شده‌است.
 بخش فیرفیلد ۸۲٫۰ کیلومتر مربع مساحت و ۱٬۳۳۳ نفر جمعیت دارد و ۳۰۳ متر بالاتر از سطح دریا واقع شده‌است.